# Careby Aunby and Holywell
Careby Aunby and Holywell est une paroisse civile du Lincolnshire, en Angleterre.
Sa population est de 143 habitants en 2011